# Shōkaku-ji (Fukuoka)

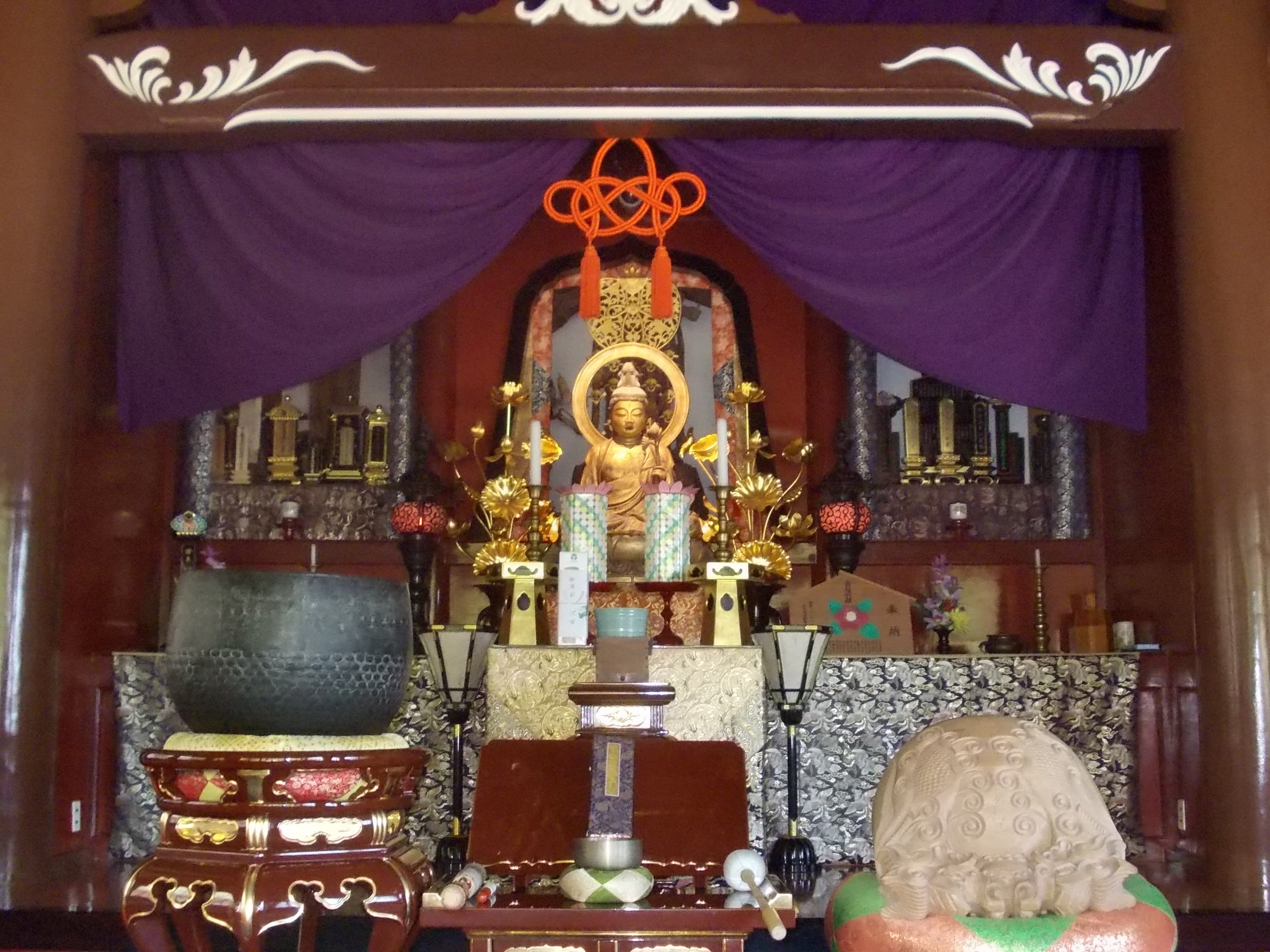
La statue d'Avalokiteśvara en bois dans la salle principale

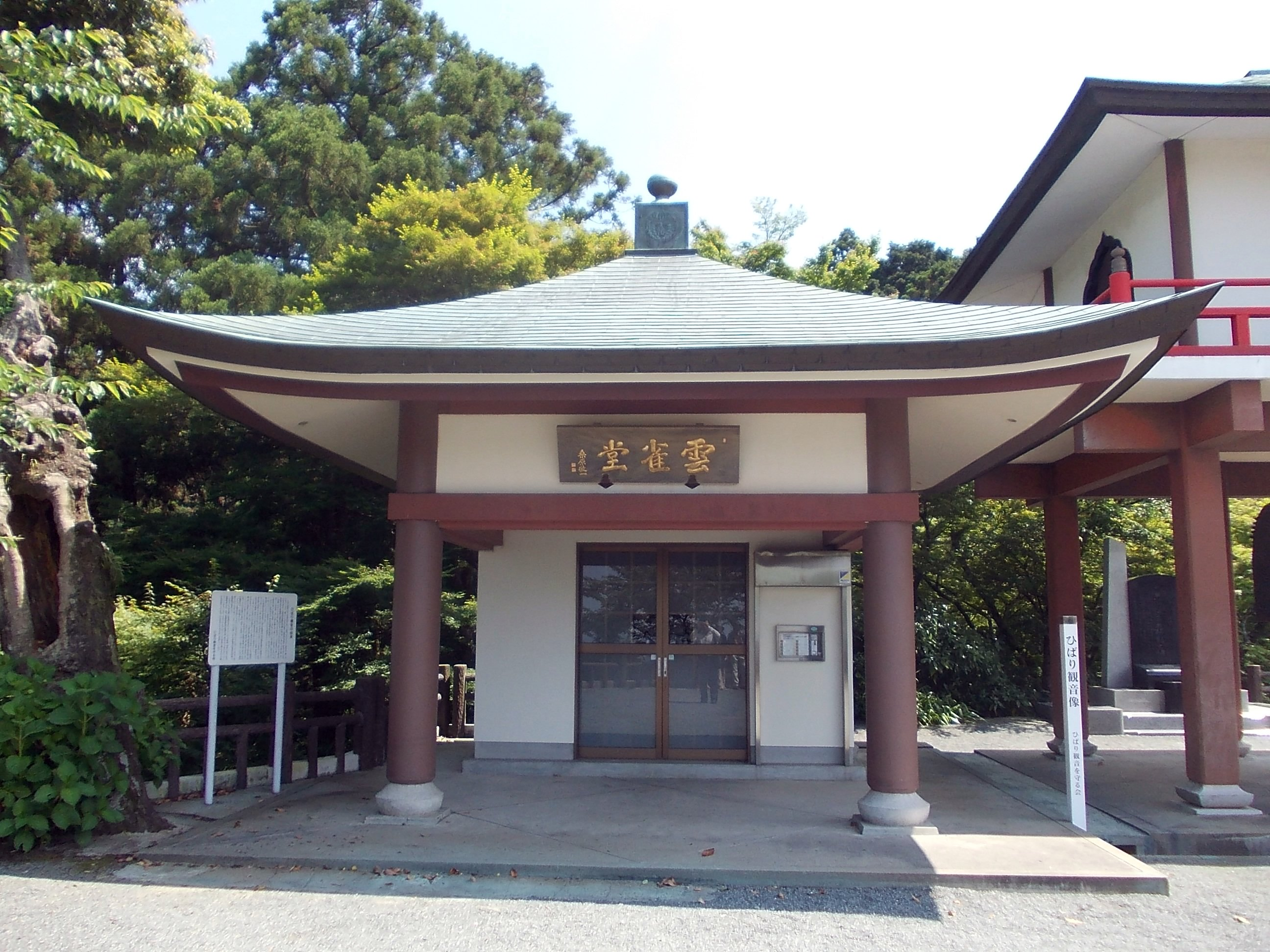
La salle Hibari Kannon-dō

Le Shōkaku-ji (正覚寺) est un temple bouddhiste de Rinzai situé à Jōnan-ku, préfecture de Fukuoka au Japon. Son préfixe de sangō honoraire est Higashiaburayama (東油山). Il est également appelé Aburayama Kannon (油山観音).
Shōkaku-ji a été fondé dans la période Nara par Seiga, qui est venu de l'Inde comme un prêtre pendant la période. Il a fait un ermitage bouddhiste et a trouvé des camélias blancs dans la montagne. Il les coupe et créé une paire de statues de Bodhisattva et de Kannon, dont une est vénérée dans ce temple. On dit qu'il est dit le premier processus de kérosène en pressant l'huile de graines de camélia au Japon. Les deux ont été dérivés de la parole du Mont Abura et le temple. Initialement, il a été appelé comme Senpuku-ji (泉福寺).
En 1193, Benchō, le prêtre de la branche Chinzei du Buddhisme Jōdo shū, est entré dans le temple et enseignait ses disciples. Avec le temple de Tenpuku-ji sur le côté occidental de la montagne, il a fleuri à la maison aux moines et il est dit avoir aligné jusqu'à 360 quarts de vie de prêtre autour du temple. Dans l'ère Tenshō, cependant, le temple a été brûlé dans le feu causé par la guerre. Puis dans l'ère Genroku, il a été reconstruit divers bâtiments tels que Kannon-dō, la salle de réception, un clocher, des quartiers d'habitation et ainsi de suite. En 1694, il a été changé pour le nom actuel, Shōkaku-ji.
La statue d'Avalokiteśvara en bois est le sujet de la foi montagnarde qui a été vénérée dans la salle principale. Il a été désigné le patrimoine culturel du Japon par l'administration japonaise en 1906. Le vol de statue de Bouddha a eu lieu le 4 octobre 2009. Le cambriolage est entré dans le temple et il l'a pris de la salle principale. Cependant, il a été découvert après trois mois en décembre de la même année. Restant de sa marque de chaussures, il y a quelques criminels qui ont été impliqués dans le cas de vol de statue, on l'estime volé en coupant la salle principale du cadenas.
La salle Hibari Kannon-dō a été construite en 1994 et la salle a été consacrée à Hibari Misora, une chanteuse japonaise décédée le 24 juin 1989.
La cérémonie d'ouverture du porridge d'Aburayama aura lieu le 1er février de chaque année. Selon l'état de la bouillie de haricots rouges qui a été autorisé à rester dans la salle principale pendant 15 jours à partir du Nouvel An lunaire, c'est l'événement pour prédire la météo et les conditions de récolte de l'année.

## Les biens culturels importants
La statue d'Avalokiteśvara en bois de 78 mètres est l'œuvre de l'Époque Nanboku-chō.